# Pablo Nozal Hernández
Pablo Nozal Hernández (Madrid, España, 19 de septiembre de 1980), más conocido como Pablo Nozal, es un entrenador de fútbol español que actualmente dirige al Club Deportivo Illescas de la Segunda Federación.

## Trayectoria
Comenzó su trayectoria en los banquillos en 2008 a los 28 años digiriendo en las categorías inferiores del Atlético Casarrubuelos. 
En la temporada 2009-10, se marchó al CD Leganés donde dirigió al Cadete B en 1ª Autonómica Cadete. 
En la temporada 2010-11, firma por la RSD Alcalá para dirigir a su Juvenil Nacional, logrando mantener la categoría.
En la temporada 2011-12, firma por el Atlético de Madrid para formar parte de su cantera dirigiendo el Infantil A de División de Honor Infantil. Durante cuatro temporadas dirigió a este equipo ganando la liga en tres de las cuatro. 
En la temporada 2015-16, se hace cargo del Cadete A y al año siguiente del Cadete B del Atlético de Madrid. 
En la temporada 2017-18, se hace cargo de la AD Alcorcón Juvenil "A" de la Liga Nacional con el que lograría el ascenso a la División de Honor, donde solo perdió 3 partidos en toda la temporada y fue el equipo menos goleado de la liga encajando solo un total de 24 goles.
En la siguiente temporada, dirigió al club alcorconero en la División de Honor, con el que mantuvo la categoría. 
Desde 2019 a 2021, ejercería como colaborador en Radio Marca entre otros medios de comunicación, siendo parte de Be Magistral y enseñando la asignatura Técnica-Táctica y Reglas de Juego en la escuela CENETED. 
El 21 de junio de 2021, firma como entrenador del Club Deportivo Illescas de la Tercera Federación. En su primera temporada en el conjunto toledano acabaría en la tercera posición del grupo XVIII con el que disputaría los play-offs de ascenso a Segunda Federación.
En la temporada 2022-23, continuaría como entrenador del Club Deportivo Illescas, con el que acabó en segunda posición del grupo XVIII con el que volvería a disputar los play-offs de ascenso a Segunda Federación. En esta segunda ocasión consiguió con el Club Deportivo Illescas el ascenso a Segunda Federación, lo cual fue un hito para el club ya que nunca antes había militado en esta división.

## Trayectoria como entrenador
| Club                               | País   | Año       |
| ---------------------------------- | ------ | --------- |
| Atlético Casarrubuelos Fútbol Base | España | 2008-2009 |
| CD Leganés Fútbol Base             | España | 2009-2010 |
| RSD Alcalá Juvenil                 | España | 2010-2011 |
| Atlético de Madrid Fútbol Base     | España | 2011-2017 |
| AD Alcorcón Juvenil                | España | 2017-2019 |
| Club Deportivo Illescas            | España | 2021-act. |